# Matriz totalmente positiva
Em matemática, uma matriz totalmente positiva é uma matriz quadrada na qual todos os menores são positivos, ou seja, o determinante de toda submatriz quadrada é um número positivo. Uma matriz totalmente positiva tem todas as entradas positivas, sendo assim também uma matriz positiva; e tem todos os menores principais positivos (e autovalores positivos), por isso também é uma matriz positiva definida. Uma matriz totalmente não negativa é definida de forma semelhante, exceto que todos os menores devem ser não negativos (positivos ou nulos). Alguns autores usam "totalmente positiva" para incluir todas as matrizes totalmente não negativas. 

## Definição
Seja {\displaystyle \mathbf {A} =(A_{ij})_{ij}} uma matrix n × n. Considere qualquer {\displaystyle p\in \{1,2,\ldots ,n\}} e qualquer submatriz p × p da forma {\displaystyle \mathbf {B} =(A_{i_{k}j_{\ell }})_{k\ell }}
onde:
{\displaystyle 1\leq i_{1}<\ldots <i_{p}\leq n,\qquad 1\leq j_{1}<\ldots <j_{p}\leq n.}
Então A é uma matriz totalmente positiva se:
{\displaystyle \det(\mathbf {B} )>0}
para todas as submatrizes {\displaystyle \mathbf {B} } que pode ser formada desta forma.